# 1726 en science
| Années de la science : 1723 - 1724 - 1725 - 1726 - 1727 - 1728 - 1729    |
| Décennies de la science : 1690 - 1700 - 1710 - 1720 - 1730 - 1740 - 1750 |

Cet article présente les faits marquants de l'année 1726 en science.

## Événements
- Dans une lettre à l'abbé Bignon, président de l'Académie des sciences, Jean-André Peyssonnel affirme que le corail est un animal plutôt qu'une plante comme on le pensait avant[1].
- L'horloger britannique John Harrison invente le pendule à gril (gridiron pendulum (en)) constituée de lames de métal cycloïdales en acier et en cuivre pour la correction des effets du chaud et du froid[2].

## Publications

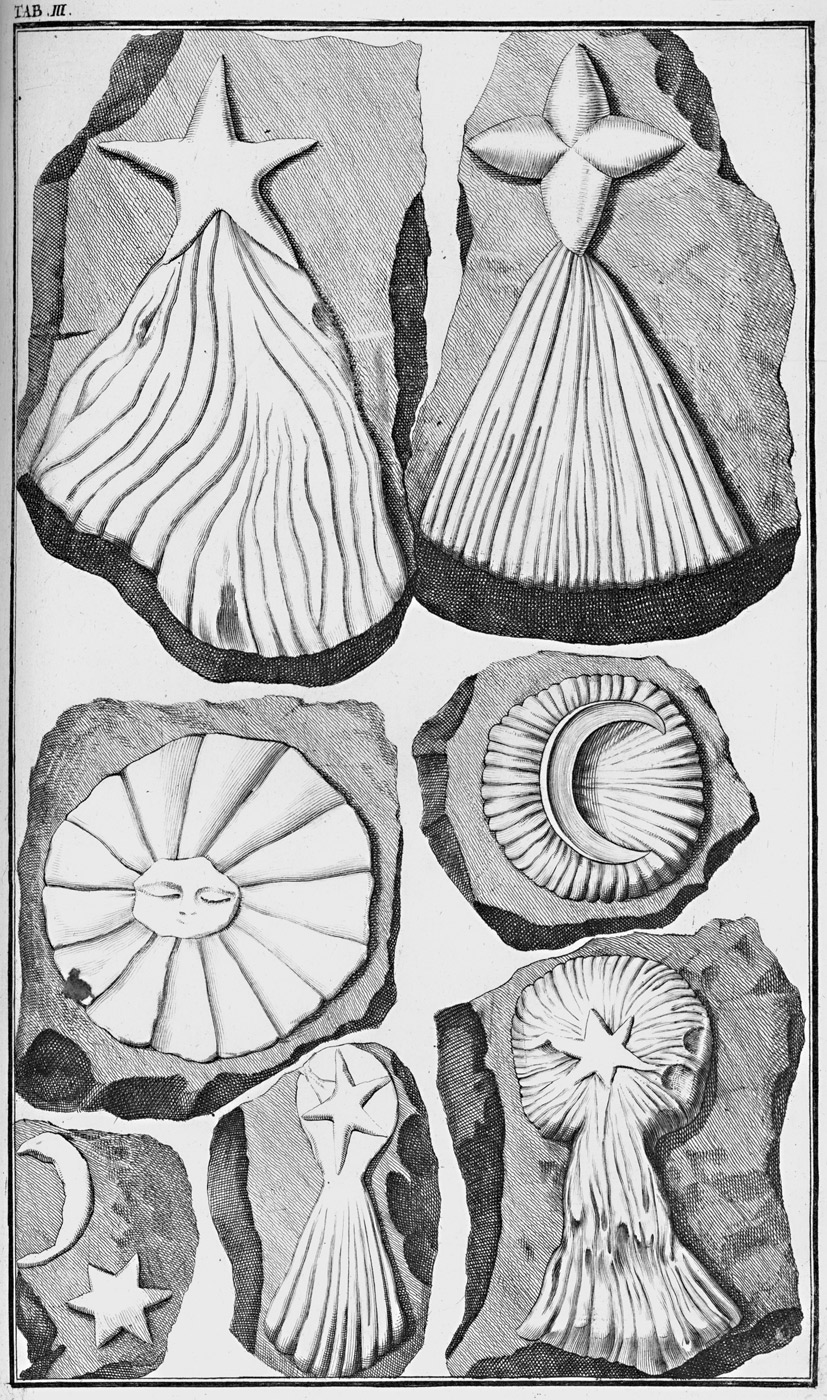
Gravure issue du Lithographiæ Wirceburgensis.

- Johann Bartholomeus Adam Beringer : Lithographiæ Wirceburgensis. Il décrit les fausses pierres de Wurtzbourg à la suite d'un canular[3].
- Caleb Threlkeld : Synopsis Stirpium Hibernicarum, la première flore irlandaise.

## Naissances

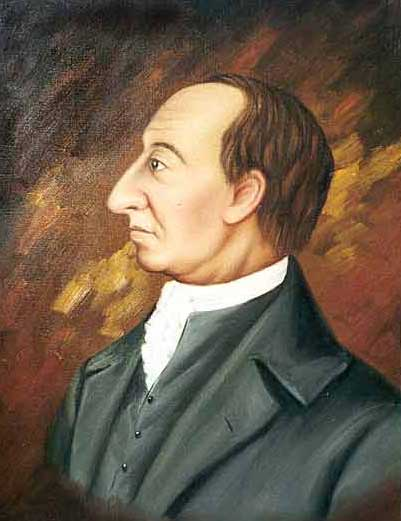
James Hutton.

- 26 janvier : Augustin Roux (mort en 1776), médecin français.
- 8 mai : Peter Hernqvist (sv) (mort en 1808), botaniste et vétérinaire suédois.
- 3 juin : James Hutton (mort en 1797), géologue écossais.
- 14 juin : Thomas Pennant (mort en 1798),  amateur d'antiquités et naturaliste britannique.
- 8 juillet : Paul Bosc d'Antic (mort en 1784), médecin et chimiste français.
- 9 août : Francesco Cetti (mort en 1778), jésuite, zoologiste et mathématicien italien.
- 19 octobre : Jean-Philippe de Limbourg (mort en 1811), médecin et chimiste belge.
- 29 octobre : Daniel Melanderhjelm (sv) (mort en 1810), astronome suédois.

- John Abercrombie (mort en 1806), agronome et horticulteur écossais.

## Décès
- 25 janvier :  Guillaume Delisle (né en 1675), scientifique français, un des fondateurs de la géographie moderne.
- 3 février : Alexis Littré (né en 1654), médecin anatomiste français.
- 31 juillet : Nicolas Bernoulli (né en 1695), mathématicien suisse.
- 26 septembre : Antoine Parent (né en 1666), mathématicien et physicien français.